# Untitled Goose Game
Untitled Goose Game ist ein Puzzle-Stealth-Spiel aus dem Jahr 2019, entwickelt von House House und veröffentlicht von Panic Inc. Die Spieler steuern eine Gans, die die Bewohner eines englischen Dorfes belästigt. Der Spieler muss die Fähigkeiten der Gans nutzen, um Objekte und Nicht-Spieler-Charaktere zu manipulieren, um Ziele zu erreichen. Es wurde für Microsoft Windows, macOS, Nintendo Switch, PlayStation 4 und Xbox One veröffentlicht.

## Spielprinzip
In einem idyllischen englischen Dorf steuern die Spieler eine Hausgans, die schnattern, sich ducken, rennen, mit den Flügeln schlagen und Objekte mit dem Schnabel greifen kann, um verschiedene menschliche Dorfbewohner zu ärgern. Das Dorf ist in mehrere Bereiche aufgeteilt, von denen jeder eine Liste mit Zielen hat, wie z. B. bestimmte Gegenstände zu stehlen oder Menschen zu bestimmten Handlungen zu verleiten. Wenn genug dieser Aufgaben erledigt sind (eine weniger als die Gesamtzahl), wird eine zusätzliche Aufgabe hinzugefügt, die es der Gans ermöglicht, in das nächste Gebiet zu gelangen. Nachdem sie vier Bereiche abgeschlossen hat, betritt die Gans ein Miniaturmodell des Dorfes. Dort stiehlt die Gans eine goldene Glocke, bevor sie durch die vorherigen Gebiete zurückgeht, während die Dorfbewohner versuchen, sie aufzuhalten.
Die Gans wirft die Glocke in einen Graben, der mit mehreren anderen Glocken gefüllt ist, die sie gestohlen hat. Es gibt mehrere versteckte optionale Ziele, von denen viele das Durchqueren mehrerer Gebiete oder das Abschließen eines Gebiets innerhalb eines Zeitlimits erfordern. Das Abschließen aller optionalen Ziele belohnt den Spieler mit einer Krone, die die Gans tragen kann.
Eine kooperative lokale Mehrspieleroption, die in einem späteren Update hinzugefügt wurde, ermöglicht es einem zweiten Spieler, eine chinesische Gans zu steuern, wobei beide Gänse versuchen, die Ziele gemeinsam zu erreichen.

## Entwicklung
Untitled Goose Game wurde vom vierköpfigen Indie-Studio House House mit Sitz in Melbourne, Australien, entwickelt. Das Spiel entstand aus einem Archivfoto einer Gans, das ein Angestellter in der internen Kommunikation des Unternehmens veröffentlichte, was eine Unterhaltung über Gänse auslöste. Das Team legte die Idee einige Monate lang beiseite, bis es erkannte, dass sie das Potenzial für ein lustiges Spiel hatte. Untitled Goose Game wurde von Panic am 20. September 2019 für Windows, macOS und Nintendo Switch veröffentlicht. Das Spiel ist das zweite Projekt von House House und wurde, wie schon das Debüt, von der staatlichen Organisation Film Victoria unterstützt, die dem Studio beim Aufbau half.
House House nannte Super Mario 64 als erste Inspiration für die Art von Spiel, die sie zu entwickeln hofften. Sie wollten, dass der Spieler eine Figur steuert, die in einer 3D-Umgebung herumlaufen kann. Ihr vorheriges Spiel, Push Me Pull You, hatte eine 2D-Grafik mit flachen Farben. In Untitled Goose Game verwendeten sie eine ähnliche Ästhetik, indem sie sich für Low-Poly-Meshes, flache Farben und untexturierte 3D-Modelle entschieden.

## Rezeption
Untitled Goose Game erhielt laut Wertungsaggregator Metacritic „allgemein positive“ Bewertungen.
IGN bewertete das Spiel mit 8 von 10 Punkten und lobte seine Albernheit: „Untitled Goose Game ist ein kurzes, aber unendlich charmantes Abenteuer, das mich zum Lachen, Schmunzeln und eifrigen Schnattern gebracht hat“ Game Informer lobte das Spiel für seine Albernheit und Kreativität, hielt es aber für seicht und repetitiv: „Untitled Goose Game ist ein großartiges Konzept und endet auf die gleiche charmante Art und Weise, wie es begonnen hat ... Die meisten Leute werden es wegen der albernen Prämisse spielen, es in ein paar Stunden durchspielen und sich dann auf den Weg machen, ohne es noch einmal anzurühren.“ Destructoid verglich das Spiel positiv mit Shaun das Schaf: „Untitled Goose Game erinnert mich stark an die Zeichentrickserie Shaun das Schaf. Es gibt wenig Dialog, jede Menge Possen und Menschen, die immer wieder von Vögeln überlistet werden...“ Kotaku gab dem Spiel eine positive Bewertung, lobte das Gameplay und den unaufdringlichen Humor seiner „kurzen, unendlich lustigen Interaktionen“ und fand „eine heimtückische Freude daran, den Einwohnern der Kleinstadt immer wütendere Reaktionen zu entlocken“.
Untitled Goose Game erregte ähnliche Aufmerksamkeit wie Goat Simulator, da es sich bei beiden um tierbasierte Sandkastenspiele handelt, in denen man Chaos stiften kann. Nach der Veröffentlichung wurden Clips und Bilder des Spiels in den sozialen Medien geteilt, wodurch es zu einem Internet-Meme wurde.